# Augusto Hidalgo
Augusto Hidalgo Macario (Las Palmas de Gran Canaria, 10 de mayo de 1972) es un político español, exalcalde de Las Palmas de Gran Canaria y actual vicepresidente primero y consejero de Obras Públicas e Infraestructuras, Arquitectura y Vivienda del Cabildo de Gran Canaria.

## Biografía

### Formación académica
Es hijo del abogado y activista antifranquista Augusto Hidalgo Champsaur. Estudió en el Colegio Jaime Balmes, y desde muy joven comenzó a mostrar interés por la política, llegando a ser expulsado temporalmente de su instituto cuando cursaba 1º de BUP por participar en una huelga cuando contaba con catorce años de edad. 
Licenciado en Ciencias Políticas y Sociología en la UNED, con Máster de Técnico Superior en Prevención de Riesgos Laborales, y Máster en Formación de Formadores. 
Está casado y tiene una hija.

### Carrera política
Pocos años después, participó en la creación de la Asamblea de Estudiantes de Enseñanzas Medias de Gran Canaria, y posteriormente en la creación del Sindicato de Estudiantes Canario (SEC) en 1990.
Se vinculó al movimiento ecologista y al sindicalismo  en Comisiones Obreras (CC. OO.). Comienza a militar en Izquierda Canaria Unida (ICU), partido luego integrado en ICAN. Después de la crisis de ICAN, comienza a militar en Izquierda Unida Canaria, llegando a ser cabeza de lista al Congreso de los Diputados en las elecciones generales del año 2000.
Poco después abandona Izquierda Unida y, al cabo de unos años, se afilia al PSOE, firmando su alta en la Agrupación Juan Rodríguez Doreste de Las Palmas de Gran Canaria.
Participó en la candidatura de Jerónimo Saavedra en las elecciones municipales de 2007 logrando el acta de concejal y desempeñando funciones como concejal de Empleo y Recursos Humanos hasta 2011. 
Posteriormente, se presentó en la lista del PSOE al Cabildo de Gran Canaria, encabezada por Carolina Darias, siendo consejero del Grupo Socialista (en la oposición) hasta junio de 2015.
En las elecciones municipales de 2015 encabezó la lista del PSOE al ayuntamiento de Las Palmas de Gran Canaria, alcanzando la alcaldía tras un pacto con Nueva Canarias y Las Palmas de Gran Canaria Puede (candidatura municipalista apoyada por Podemos).
Cuatro años después, y tras las elecciones municipales de 2019, revalidó su puesto al frente del consistorio grancanario, gracias al apoyo de Unidas Podemos y Nueva Canarias.
El 30 de abril de 2022 se convirtió en secretario general de la Agrupación Local ‘Juan Rodríguez Doreste’ de Las Palmas de Gran Canaria. En septiembre del mismo año es elegido candidato del PSOE al Cabildo de Gran Canaria.
En las elecciones celebradas en mayo de 2023 la plancha del PSOE al Cabildo de Gran Canaria, liderada por Augusto Hidalgo, consiguió 80.656 votos y ocho consejeros, lo que le permitió sellar un pacto de progreso con NC-FAC y acceder al Gobierno insular como vicepresidente primero y responsable de la Consejería de Obras Públicas y Arquitectura, Infraestructuras y Vivienda, cargo que ejerce en la actualidad.